# 福爾里弗 (堪薩斯州)
福爾里弗（英語：Fall River）是一個位於美國堪薩斯州格林伍德縣的城市。

## 地方資料
根據2020年美國人口普查的數據，福爾里弗的面積為0.57平方千米，當中陸地面積為0.57平方千米，而水域面積為0.00平方千米。當地共有人口131人，而人口密度為每平方千米229.82人。